# 超級機器人大戰DD
《超級機械人大戰DD》為萬代南夢宮娛樂開發的智能手機遊戲。簡稱「機戰DD」或是「SRWDD」。於2019年8月21日開始營運。免費下載（部分道具需付費）。
本作宣傳詞為「鋼之勇者們，超越次元的奮戰」

## 概要
以SD比例表現的機器人（但有一部份作品例外）跨界作品「超級機器人大戰系列」作品之一。在2018年11月19日放送節目中與《超級機械人大戰T》一同正式公開。標題的DD為「Dimension Driver」的簡寫。
本作除了日文，亦設有在地翻譯的臺灣、港澳版。

## 參戰作品
本作初推出時是以3個歷代家用機遊戲的系列作為印象，加上本作獨自的世界共4個「世界」供玩家選擇。在2021年3月的第二次大型更新後，序章共計有6個世界。通過序章後會隨時間開放新章節、機體及駕駛員，而日後亦會繼續加入新的參戰作品。
★標誌為系列作初參戰作品。列出日期和時間的作品是發布後添加的追加參戰作品。
- ★惡魔人（原作漫畫版）（デビルマン（原作漫画版））
- 金剛戰神（UFOロボ グレンダイザー）（2019年12月後）
- ★金剛戰神U（グレンダイザーU）（2024年11月後）
- 鋼鐵吉克（鋼鉄ジーグ）
- 鋼鐵神吉克（鋼鉄神ジーグ）（2021年6月後）
- 真蓋特機器人 世界最後之日（真（チェンジ!!）ゲッターロボ 世界最後の日）
- ★蓋特機器人ARC （ゲッターロボ アーク）
- 帝皇萬能俠（マジンカイザー）
- 勇者莱汀（勇者ライディーン）（2023年8月後）
- 超力電磁俠（超電磁ロボ コン・バトラーV）
- 波羅五號（超電磁マシーン ボルテスV）
- ★機界戰隊全界者（機界戦隊ゼンカイジャー）（2024年6月後）
- 巨獸王（未来ロボ ダルタニアス）（2021年3月以降）
- 鬥將大武士（闘将ダイモス）（2025年8月後）
- 无敌钢人泰坦3（無敵鋼人ダイターン3）（2019年12月後）
- 聖戰士丹拜因（聖戦士ダンバイン）
- 聖戰士丹拜因 New Story of Aura Battler DUNBINE（聖戦士ダンバイン New Story of Aura Battler DUNBINE）（2020年7月後）
- 裝甲騎兵（装甲騎兵ボトムズ）
- 蒼之流星SPT雷茲納（蒼き流星SPTレイズナー）
- 魔神英雄傳（魔神英雄伝ワタル）（2021年3月後）
- 獸神萊卡（獣神ライガー）（2021年3月後）
- ★魔動王（魔動王グランゾート）（2021年3月後）
- 勇者王GaoGaiGar（勇者王ガオガイガー）
- 进化战记（ベターマン）（2021年11月後）
- ★勇者宇宙索格雷達（勇者宇宙ソーグレーダー）（2025年3月後）
- Code Geass 反叛的魯路修（コードギアス 反逆のルルーシュ）
- Code Geass 反叛的魯路修 R2（コードギアス 反逆のルルーシュ R2）（2022年7月後）
- Code Geass 雙貌的OZ（コードギアス 双貌のオズ）（2021年4月後）
- Code Geass 亡國的阿基德（コードギアス 亡国のアキト）（2021年4月後）
- ZEGAPAIN（ゼーガペイン）
- ★ZEGAPAIN ADP（ゼーガペインADP）
- ★革命機Valvrave（革命機ヴァルヴレイヴ）
- 機動戰士ΖGUNDAM（機動戦士Ζガンダム）
- 機動戰士GUNDAMΖΖ（機動戦士ガンダムΖΖ）（2024年7月後）
- 機動戰士GUNDAM 逆襲的夏亞（機動戦士ガンダム 逆襲のシャア）
- 機動戰士GUNDAM 逆襲的夏亞 貝托蒂嘉的子嗣（機動戦士ガンダム 逆襲のシャア ベルトーチカ・チルドレン）（2021年2月後）
- 機動戰士GUNDAM 0080：口袋裡的戰爭 （機動戦士ガンダム0080 ポケットの中の戦争）（2024年10月後）
- 機動戰士GUNDAM 0083：星塵回憶（機動戦士ガンダム0083 STARDUST MEMORY）（2024年9月後）
- 機動戰士GUNDAM F91(機動戦士ガンダムF91)（2025年2月後）
- 新機動戰記GUNDAMW Endless Waltz（新機動戦記ガンダムW Endless Waltz）（2019年12月後）
- 機動戰士GUNDAM SEED（機動戦士ガンダムSEED）
- 機動戰士GUNDAM SEED DESTINY（機動戦士ガンダムSEED DESTINY）（2023年8月後）
- ★機動戰士GUNDAM SEED FREEDOM（機動戦士ガンダムSEED FREEDOM）（2025年8月後）
- 機動戰士GUNDAM00（機動戦士ガンダム00）
- 機動戰士GUNDAMUC（機動戦士ガンダムUC）
- ★機動戰士GUNDAM 鐵血的孤兒（機動戦士ガンダム 鉄血のオルフェンズ）
- 機動戰艦 -The prince of darkness-（機動戦艦ナデシコ -The prince of darkness-）（2019年12月後）
- ★電腦冒險記（電脳冒険記ウェブダイバー）（2024年2月後）
- 「驚爆危機」系列（「フルメタル・パニック！」シリーズ）
- 福音戰士新劇場版：序（ヱヴァンゲリヲン新劇場版:序）
- 福音戰士新劇場版：破（ヱヴァンゲリヲン新劇場版:破）
- ★破刃之劍（ブレイクブレイド）（2023年11月後）
- ★ALDNOAH.ZERO（アルドノア・ゼロ）（2019年12月後）
- ★Active Raid－機動強襲室第八係－（アクティヴレイド -機動強襲室第八係-）（2023年7月後）
- ★黑骸（クロムクロ）（2023年8月後）
- SSSS.GRIDMAN（2023年11月後）
- ★勇氣爆發Bang Bravern（勇気爆発バーンブレイバーン）（2024年11月後）

### 無註明參戰的作品
官方網站不計入參戰作品，但有單位登場的作品。
- 超級機器人大戰OG（2019年8月後）
- DYNAMIC企劃原創（2020年9月後）
- 超級機器人大戰X-Ω（日语：スーパーロボット大戦X-Ω）（2021年5月後）
- 超級機器人大戰30（2021年12月後）
- 機動戰艦（機動戦艦ナデシコ）（2023年5月後）

### 期間限定參戰作品
- ★機界戰隊全界者（2021年9月限定）- 2024年6月後常駐參戰
- ★蓋特機器人ARC（2021年10月限定、2022年9月復刻） - 2023年8月後常駐參戰
- ★食鬼（パックマン）（2021年12月限定、2022年11月復刻）
- ★破刃之劍（2022年11月限定） - 2023年11月後常駐參戰
- ★電腦冒險記（2023年1月限定） - 2024年2月後常駐參戰
- SSSS.GRIDMAN（2023年3月限定） - 2023年11月後常駐參戰
- ★勇氣爆發Bang Bravern（勇気爆発バーンブレイバーン）（2024年4月限定）- 2024年11月後常駐參戰
- ★狂飆騎士 LIVE A LIVE 近未來編 （LIVE A LIVE 近未来編）（2024年9月限定）[2]
- ★波羅五號：傳承（Legacy）（ボルテスV レガシー）（2025年4月限定）
- ★魔神創造傳（魔神創造伝ワタル）（2025年6月限定）
- ★勇者聖戰巴恩鋼（2025年9月限定）

### 解說
營運開始時共收錄了23部作品，當中有4部為新參戰作品。至2025年8月的為止共收錄了60部作品，當中有19部新參戰的作品。
《惡魔人（原作漫畫版）》的參戰，表示本作的參戰作品不只限於機械人動畫作品。
《「驚爆危機」系列》在官方網站內以一個系列作為統稱，但在遊戲中則分別標示為《驚爆危機》、《驚爆危機 The Second Raid》、《驚爆危機 Invisible Victory》。機體設計則以2018年播放的《Invisible Victory》為準。
《Active Raid－機動強襲室第八係－》、《機動戰士GUNDAM 0083：星塵的回憶》及期間限定參戰作品僅參加短劇情活動，不參與主劇情。一些期間限定參戰作品後來改為永久參戰作品。
在「鎮壓戰」模式和短劇情活動中，《超級機器人大戰OG》、《超級機器人大戰X-Ω》和《超級機器人大戰30》的機體和角色會以客串作品形式參戰，而且與主劇情沒有關連。

### 封面登場機體
- ARX-7 強弩兵（驚爆危機）
- 高達巴巴托司（第四型態）（機動戰士GUNDAM 鐵血的孤兒）
- 惡魔人（惡魔人〈原作漫畫版〉）
- （超電磁機器人 孔巴德拉V）
- 福音戰士初號機（福音戰士新劇場版）
- Valvrave I（革命機Valvrave）

## 原創

### 角色
迪度（聲優：阿座上洋平）
本作主角。
掌握巨人型兵器「迪達里昂」謎團的少年。基本上會盡量避免與他人接觸，但唯獨對惠有著某種程度的信賴。
在WORLD 01至04皆有登場，在每個WORLD中的定位皆有少許不同，但都是以「保護善良的人」為行動原則。合流後會以「最後完成的WORLD的最終話」為設定展開對話。如玩家完成各WORLD最終話後再開啟合流劇情會出現不同的故事。
角色設計為（安田典生）。
大門惠留（聲優：長久友紀）
本作女主角。通稱「惠」。
MART負責人大門開久教授的獨生女。個性善良且正義感強。作為「現象者」現正在MART擔任開發DT測試駕駛員小隊的隊長。
角色設計為（安田典生）。
優奈·唐森（聲優：上田麗奈）
MART的成員，也是DT測試駕駛員小隊成員，個性沉著冷靜。
原屬美國空軍，受父影響而志願成為空軍的戰鬥機駕駛而接受訓練，後因被發現是「現象者」而被提拔為古拉弗汀的駕駛員。
角色設計為鈴木勘太。
上牧早希實（聲優：潘惠美）
通稱「早希實」，是MART的成員，也是DT測試駕駛員小隊成員。個性認真溫和，但好奇心強烈。
雖然比惠年長，但十分尊重作為隊長的惠。原是支援MART的日本企業「指宿重工」的人事部成員，但由於被發現是「現象者」而被提拔為古拉弗汀的駕駛員。
角色設計為ヤスダスズヒト（安田典生）。
莉娜莉亞·庫歐（聲優：池澤春菜）
MART的成員，也是DT測試駕駛員小隊成員。平時沉默寡言，情緒起伏較少，是屬於有話便會直言不諱的類型。
在大學時專攻機械人工學，原本是為了在MART成為DT開發工程師，但由於發現是「現象者」而被提拔為古拉弗汀的駕駛員。
角色設計為渡邉亘。
神足麻依子（聲優：國府田麻理子）
通稱「麻依子」，MART的成員，也是DT測試駕駛員小隊成員。
原本是偶像，擁有不錯的靈異感應力而發布相關主題的宣傳影片為契機，引起MART的關注，進而發現她同是「現象者」，因而被邀為古拉弗汀的駕駛員。
角色設計為。
尤尼斯·艾里（聲優：和多田美咲）
MART的成員，也是DT測試駕駛員小隊成員。
充滿活力又樂觀的女性，同時是工學系的優秀軟體工程師。原先因這份技術而被MART招攬，但由於被發現為「現象者」而被提拔為古拉弗汀的駕駛員。
角色設計為超肉。
班奈特·柯利瓦雷根（聲優：嶋村侑）
MART的成員，也是由惠所率領的DT測試駕駛員小隊的其中一員。
原為無國界醫師組織的護理師，被捲入紛爭時受了傷，並在接受檢查時發現其為「現象者」而被拔擢為「古拉弗汀」的駕駛員。出身於單親家庭，和母親以及多達六名弟妹一起生活，因此擅於照顧他人。平時個性沉穩，但是來自護理師時期的經驗，令她在殘酷的戰場上仍能面不改色。
角色設計為名嘉真亞咲。

### 機體
迪達里昂（聲優：阿座上洋平）
MART自存在於南極冰蓋下大空洞內的外星人戰艦「艾爾札特」發現的巨人型兵器。
失去記憶的神秘巨人，迪度的原本姿態。
擁有高輸出動力源及優秀的戰鬥能力，但機體全貌尚未被解析出來。
機體設計為大張正己。
梅拉弗汀
存在於南極冰蓋下大空洞內的外星人戰艦「艾爾札特」內部，在中度損壞的狀態下遭收容的人型機動兵器經由MART改造的機體。搭載了高輸出的動力源「MD Lev」及重力控制裝置「HRP軀動儀」，擅長高機動戰鬥。
擔任駕駛員的人只限於稱作「TMPI」的特殊人機介面的適合者（現象者），現時惠駕駛的梅拉弗汀為MART所發現的三架原型階段機體中的二號機。
機體設計為明貴美加。
古拉弗汀
MART以藉由梅拉弗汀獲得的資料為基礎，獨自開發之DT。機體開發由MART美軍負責，開發目標以追求人型兵器的可能性為優先，搭載稱作「TMPI」的特殊人機介面，搭乘者只限於其適合者（現象者）的高性能試作機。
每架機體在機能上及裝備上均有此微的差異。
機體設計為寺岡賢司。
安奇魯昂（聲優：杉田智和）
欲伺機加害迪達里昂的神祕巨人。擁有自我意識及高強戰鬥能力。被認為是與迪達里昂相似的存在，但來歷不明。
機體設計為山根理宏。
瑪比昂（聲優：遠藤綾）
被認為是與安奇魯昂相似存在的巨人，擁有自我意識（女性人格）及高強戰鬥能力。
機體設計為山根理宏。

### 版權作原創
飛翼高達零式叛亂（Wing Gundam Zero Rebellion）
在活動「交換駕駛員第2彈」中，由《新機動戰記GUNDAMW Endless Waltz》及《Code Geass 反叛的魯路修》跨界合作的機體，駕駛員為魯路修·蘭佩洛基。
漆黑蓋特·G（Getter Noir G）
由在《超級機器人大戰X-Ω》初登場的漆黑蓋特1號機、漆黑蓋特2號機、漆黑蓋特3號機變形為蓋特戰機合體而成的機體。駕駛員與《X-Ω》同樣為龍馬、隼人、武藏三人。
眼鏡鬥犬（英二機）
在活動「交換駕駛員第5彈」中，由《裝甲騎兵》及《蒼之流星SPT雷茲納》跨界合作的機體，駕駛員為阿爾巴特羅·納魯·英二·飛鳥（アルバトロ・ナル・エイジ・アスカ）。
機體為在一般的眼鏡鬥犬上安裝上SPT推進背包及雷射步槍，外觀顏色亦變為與雷茲納相同。

## 用語
多國籍南極冰蓋下調查隊（Multinational Antarctic Under Ice Sheet Research Team）
簡稱「MART」，為了調查與挖掘在南極冰蓋下大空洞中的外星人文明「艾加里」戰艦「艾爾札特」（エルツァード）之多國籍組織。由美國、英國、日本的調查團隊，與來自其國家軍隊的派遣者所組成。
現時登場的所有機動部隊成員均是現象者。除隊長惠駕駛「梅拉弗汀」外，其他隊員均是駕駛有安裝不同自訂部件的「古拉弗汀」。
第三人現象（Third Man Phenomenon）
簡稱「TMP」，一種先天存在於人類大腦中的特殊能力。意思是在陷入極限狀態時，會聽見引導其活下來的聲音，該聲音是自己將自身放在第三人稱視角或感覺，藉以看清狀況的能力，並非所有人都能發揮「第三人現象」的力量。尤尼斯曾將此能力比喻為在玩射擊遊戲或機械人遊戲的玩家視角。
其持用者被稱為「現象者」（フェノメナー），暫時已發現的現象者以年輕女性居多。現象者通過短期訓練後便可以操縱搭載特殊人機介面「第三人現象介面」（Third Man Phenomenon Interface、TMPI）的機體。
Dominant Trooper
簡稱「DT」，MART開發的人型機動兵器，製造權由美英軍兩軍負責，日軍主責系統開發。所有機體均由存在於外星人戰艦「艾爾札特」當中的梅拉弗汀殘骸拚裝而成。暫時只有由美軍生產的「古拉弗汀」及由英軍生產的「迪堤」兩種機體。葛城美里曾以梅拉弗汀即是GUNDAM，古拉弗汀為新人類用量產MS，迪堤為吉姆、薩克等來比喻三者的性能差異。
現時DT的存在仍不為外界所知，轉移前也從未離開過進行開發與測試的南極。
門
可以在世界之間移動、進行時空跳躍的地方，是遊戲內的重要要素。門的具體開放條件不明。
Divine Doers
本作的我方部隊名稱，意思是「神聖的執行者」。名字是以公開招募的形式讓玩家來決定、在第1章的劇情中發表。

## 主題曲
「D.D（Dimension Driver）」
主唱：JAM Project。
作詞、作曲為影山浩宣。
（ONE CHANCE！）
由JAM Project主唱的第2彈主題曲。
作詞、作曲為影山浩宣。
在遊戲內的第2章Part14中被使用。
「But still we…」
由JAM Project主唱的第3彈主題曲。
作詞為奧井雅美、作曲為北谷洋・福山芳樹、編曲為寺田志保。
在遊戲內的第3章Part19中被使用。

## 注腳

## 外部連結
- 官方网站（日語）（繁體中文）
- 的X（前Twitter）（日語）